# 거친껄껄이그물버섯
거친껄껄이그물버섯(학명: Leccinum scabrum, 다른 이름: birch bolete 또는 rough-stemmed bolete, scaber stalk)은 그물버섯목과에 속하는 균계의 한 종이다. 이전에 보레투스 스카버(Boletus scaber)로 분류되었다.
거친껄껄이그물버섯은 유럽, 아시아의 히말라야산맥 및 북반구의 다른 지역에 널리 분포하며, 자작나무속과의 균근 공생을 통해서만 발생한다. 이 버섯은 호주와 뉴질랜드에서도 점점 더 흔해지고 있으며, 이는 외래종으로 도입되었을 가능성이 높다. 단단한 표본을 사용하고 충분히 익혔을 경우 식용 버섯으로 섭취할 수 있다.

## 특징

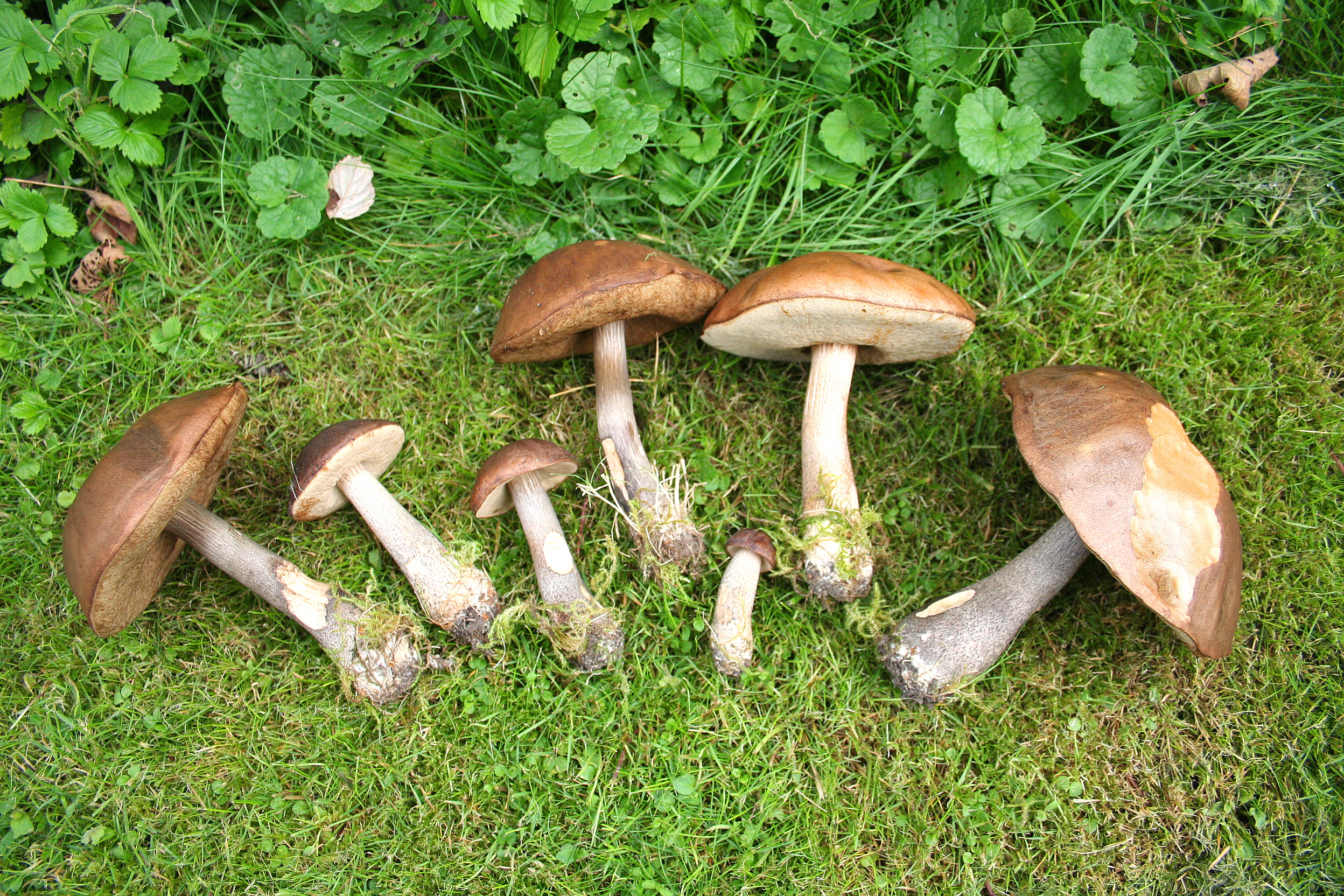
다양한 연령대의 거친껄껄이그물버섯

갓은 너비가 4–10 cm (1 1⁄2–4 in)이며 편평해지기 전에는 볼록하다. 갓 표피는 황갈색 또는 갈색빛을 띠며, 보통 가장자리는 더 밝은 색이다. 부드럽고 털이 없으며 건조하거나 끈적거린다.
어릴 때는 구멍이 희끄무레하다가 나중에는 회색으로 변한다. 오래된 표본에서는 갓의 구멍이 부풀어 오를 수 있으며, 자루 주변에서는 강하게 움푹 들어간다. 구멍 덮개는 갓 표피에서 쉽게 제거된다. 포자흔은 갈색이다.
자루는 길이가 5–15 cm (2–6 in)이고 너비가 1–3.5 cm (3⁄8–1 3⁄8 in)로 가늘고, 흰색과 어두운 색에서 검은색 반점이 있으며 위쪽으로 가늘어진다. 기본적인 균사체는 흰색이다.
살은 희끄무레하며, 노출 후 가끔 어두워진다. 어린 표본에서는 육질이 비교적 단단하지만, 비가 오는 날씨에는 특히 빨리 스펀지처럼 되고 물을 머금는다. 익히면 육질이 검게 변한다.

### 유사종
여러 다른 종의 그물버섯속(Leccinum) 버섯들은 자작나무와 균근을 형성하며, 아마추어는 물론 균학자들도 혼동할 수 있다. L. variicolor는 푸른빛이 도는 자루를 가지고 있다. L. oxydabile는 더 단단하고 분홍빛이 도는 살과 다른 갓 표피 구조를 가지고 있다. L. melaneum은 색이 더 어둡고 갓과 자루 표피 아래에 노란빛이 돈다. L. holopus는 모든 부분이 더 옅고 희끄무레하다.

## 서식지와 분포
거친껄껄이그물버섯은 유럽 종으로, 전 세계 여러 지역, 주로 도시 지역에 도입되었다. 뉴질랜드에서는 은자작나무와만 공생한다. 북미에서는 6월부터 9월까지 발견될 수 있으며, 서해안에서는 9월부터 11월까지 나타난다.
이 버섯은 자작나무속과 함께 자란다. 캘리포니아주와 같이 자생지 이외의 지역에 심어진 관상용 자작나무와 함께 발견되기도 했다.

## 식용 여부
이 종은 단단할 때 식용 가능하지만, 일부 안내서에서는 가치가 없다고 평가한다. 다양한 버섯 요리에 사용하거나 고염수 또는 식초에 절여 먹을 수 있다. 핀란드와 러시아에서는 흔히 식용으로 채취된다.
북미(특히 뉴잉글랜드와 로키산맥)에서 몇몇 보고서는 그물버섯속 종은 매우 주의해서 섭취해야 한다고 제안한다. 북유럽 국가에서는 적어도 15~20분 동안 조리하지 않으면 독성이 있는 것으로 간주된다.

## 추가 문헌
- Kallenbach: Die Röhrlinge (Boletaceae), Leipzig, Klinkhardt, (1940–42)
- Gerhardt, Ewald: Pilze. Band 2: Röhrlinge, Porlinge, Bauchpilze, Schlauchpilze und andere, (Spektrum der Natur BLV Intensiv), (1985)